# BeeSat-1
BeeSat-1（Berlin Experimental and Educational Satellite 1）はベルリン工科大学が運用するドイツの人工衛星。1U型CubeSatで、新型のリアクションホイールを含め、将来の宇宙機に使用される予定のシステムを試験するために設計された。またアマチュア無線にも利用され、小型のカメラも搭載していた。
BeeSat-1は2009年9月23日にインドのサティシュ・ダワン宇宙センターからPSLV-CAによって打ち上げられた。メインペイロードはOceansat-2衛星であり、BeeSat-1の他にもSwissCube-1、UWE-2、ITU-pSat1、Rubin 9.1、Rubin 9.2などの相乗り衛星があった。
設計時の運用年は最低12ヶ月で、2011年1月の現在でも運用中である。
2013年4月19日にはソユーズ2-1AロケットでロシアのBion-M1衛星が打ち上げられたが、この相乗りペイロードとしてBeeSat-2とBeeSat-3が一緒に打ち上げられた。この2つの衛星もBeeSat-1と同様に1U CubeSatとして作られた。